# Johann Andreas Papirus
Johann Andreas Papirus (ur. w XVIII wieku, zm. 1771) – poszukiwacz skarbów tatrzańskich. Pochodził ze Śląska, pracował w Maciejowcach na Spiszu (obecnie dzielnica Popradu) jako pomocnik stolarza. Wolny od pracy czas poświęcał na poszukiwanie rzekomych skarbów schowanych w Tatrach. Spędził na tym 22 lata. W owych czasach bardzo żywe wśród ludności Podtatrza było przekonanie o istnieniu w Tatrach wielkich skarbów. Jesienią 1771 zaskoczyła go gwałtowna zmiana pogody. Zginął w rejonie Czarnego Szczytu, w Dolinie Dzikiej lub Jastrzębiej. Od jego nazwiska pochodzi nazwa Papirusowych Turni i kilku mniejszych obiektów w Tatrach. Był jednym z tych nielicznych poszukiwaczy skarbów, których znamy z nazwiska, prócz niego było jednak wielu innych poszukiwaczy, wielu też zginęło w Tatrach. Kroniki zakopiańskiej parafii z XIX w. wymieniają kilkudziesięciu, głównie juhasów, ale także i poszukiwaczy skarbów, którzy zginęli w Tatrach.
Może też być uważany za pierwszą ofiarę Tatr. Co prawda pierwszą znaną z nazwiska osobą, która zginęła w Tatrach, był Adam Kaltstein, również poszukiwacz skarbów (poniósł śmierć pod Bujaczym Wierchem w 1650), jednakże historycy przypuszczają, że było to zabójstwo.